# Kiekrz (plaats in Groot-Polen)
Kiekrz is een plaats in het Poolse woiwodschap Groot-Polen, in het district Poznański. De plaats maakt deel uit van de gemeente Rokietnica en telde 2403 inwoners in 2011.

## Verkeer en vervoer
- Station Kiekrz ligt in de naburige wijk met dezelfde naam in gemeente Poznań.
- De regionale snelweg 11S verbindt soort westelijke ringweg om Poznań hoofdweg 11 (Poznań-Oostzee) met snelweg A2 (van oost naar west Polen).

## Sport en recreatie
Iets westelijk van deze plaats loopt de Europese wandelroute E11. De E11 loopt van Den Haag naar het oosten, op dit moment de grens Polen/Litouwen. Ter plaatse is de route niet gemarkeerd, komt vanuit Rokietnica en vervolgt in zuidoostelijke richting naar Kiekrz (Poznań).